# Konsensus częściowy
Konsensus częściowy – jeden z rodzajów konsensusu w etyce, obok konsensusu pluralistycznego.
W etyce potrzeba szukania i osiągania konsensusu uwarunkowania jest różnorodnością poglądów osób biorących udział w dyskursie etycznym, w tym bioetycznym. Wynika ona z odmiennych poglądów członków współczesnych demokratycznych społeczeństw, a co za tym idzie, reprezentujących je osób. Sprawia to, że nie można przy opracowywaniu wiążących regulacji odwoływać się do jednej tylko teorii etycznej, a głosowanie nad nimi budzi sprzeciw. Pewnym rozwiązaniem może tu być konsensus pluralistyczny, może on jednak grozić odejściem od przekonań moralnych w stronę dyskursu prawno-politycznego. Natomiast konsensus częściowy ma za zadanie zachować moralny charakter dyskursu, a nawet bazować na moralnych przekonaniach jego członków.
Konsensus częściowy bazuje na obserwacji, że członkowie jednego społeczeństwa zazwyczaj podzielają pewne wspólne poglądy. Wyrośli w jednej kulturze, rozwijają częściowo nakładające się na siebie, zazębiające się ze sobą przekonania, również w sferze wyznawanych wartości i przekonań moralnych. Chodzi tu o to, że poglądy te pokrywają się ze sobą tylko częściowo. Często zdarza się, że różni ludzi dochodzą do tych samych wniosków moralnych, wychodząc od zupełnie różnych poglądów czy przesłanek, nie tylko stricte moralnych, ale też religijnych. Istnieje też pogląd, zgodnie z którym moralność opiera się na pewnych uniwersalnych standardach, które nie zależą od kultury, religii czy grupy społecznej danej osoby. Wobec tego mogą istnieć zasady moralne, które skłonne byłyby zaakceptować osoby o bardzo różnych poglądach, niezależnie od wymienionych czynników, chociaż będą odwoływać się do innych norm najwyższego poziomu. Przykład może stanowić tutaj zasada szacunku dla osoby. Szacunek ten może wynikać z etyki chrześcijańskiej. Przedstawiciel tego poglądu będzie uzasadniał szacunek dla osoby posiadaną przez tę osobę nieśmiertelną duszą, wolną wolą oraz stworzeniem tej osoby na obraz i podobieństwo Boga. Będzie więc odwoływał się do objawienia uznawanego przez swą religię. Zupełnie inaczej podejdzie do sprawy zwolennik kantyzmu. On uzasadni szacunek dla osoby szacunkiem dla prawa moralnego, które ta osoba stanowi. Utylitarysta co do przesłanek nie zgodzi się ani z tym, ani z tym. Utylitarysta widział będzie bowiem obowiązek respektowania wolności osoby, będzie przyznawała tej osobie prawo do samostanowienia. W końcowym wniosku dojdzie jednak do uznania szacunku dla osoby. Tak więc pomimo skrajnie różnych przesłanek w omówionych przypadkach osiągnięty został ten sam wniosek.
Kazimierz Szewczyk zauważa, że konsensus częściowy przypomina konsensus polityczny. Nie posiada jednakże wad w postaci odejścia od poglądów moralnych jego uczestników Jest wprost przeciwnie: konsensus częściowy afirmuje te poglądy. Nie przystaje na rozwiązania silniejszej strony ani nie prowadzi też do nihilizmu moralnego, chociaż krytycy częściowego konsensusu zauważają, że przystępujące doń osoby muszą osłabić częściowo swe przekonania moralne. Muszą to mianowicie zrobić w tej części swych poglądów, których nie można na siebie nałożyć. Z drugiej strony jednak część poglądów moralnych członków społeczeństwa nie opiera się na żadnych głębokim namyśle etycznym, wynikać może po prostu z niewiedzy. Tutaj swoją rolę do odegrania ma raczej edukacja takich członków społeczeństwa. Jako przykład Szewczyk podaje starania mające uratować życie każdego pacjenta za wszelką cenę, gdyż istnieją sytuacje, kiedy medycyna potrafi zapewnić choremu już jedynie spokojną śmierć.
Inną wada konsensusu częściowego jest powierzchowność wypracowanych wspólnych rozwiązań. Wynika ona z tej często niewielkiej części wspólnej odmiennych poglądów, wspólnego wniosku wynikającego np. z rozważań kantystów i utylitarystów, prezentujących właściwie zupełnie odmienne poglądy. Szewczyk podaje też przykład problemu, którego jego zdaniem nie można rozwiązać przez konsensus częściowy. Chodzi o problem dopuszczalności aborcji. Poglądy są w tym przypadku tak odmienne, że problem wydaje się nierozwiązywalny. Konsensusu nie można w takim przypadku wypracować, nie tylko częściowego, ale nawet pluralistycznego. Ponieważ pewne uregulowania są konieczne, pozostaje więc prawo i polityka.
Koncepcja konsensusu moralnego rozpropagowana została przez amerykańskiego filozofa Johna Rawlsa.